# WTA Finals 2019
Le WTA Finals 2019 (conosciute anche come Shiseido WTA Finals Shenzhen per motivi di sponsorizzazione) sono state un torneo di tennis giocato a Shenzhen dal 27 ottobre al 3 novembre. Il torneo si è disputato al Shenzhen Bay Sports Centre. Il Masters femminile, dotato di un montepremi di 14.000.000 dollari, ha visto in campo le migliori otto giocatrici di singolare della stagione, divise in due gironi (con la formula del round robin), e le migliori otto coppie di doppio della stagione.

## Qualificate

### Singolare
| Ranking | Giocatrice        | Punti | Tornei | Data qualificazione |
| ------- | ----------------- | ----- | ------ | ------------------- |
| 1       | Ashleigh Barty    | 6 476 | 14     | 9 settembre         |
| 2       | Karolína Plíšková | 5 315 | 18     | 15 settembre        |
| inj     | Naomi Ōsaka       | 5 246 | 16     | 4 ottobre           |
| 4       | Simona Halep      | 4 962 | 16     | 2 ottobre           |
| inj     | Bianca Andreescu  | 4 942 | 12     | 2 ottobre           |
| 6       | Petra Kvitová     | 4 401 | 16     | 7 ottobre           |
| 7       | Belinda Bencic    | 4 120 | 24     | 19 ottobre          |
| 8       | Elina Svitolina   | 3 995 | 21     | 14 ottobre          |
| 10      | Kiki Bertens      | 3 870 | 27     | 29 ottobre          |
| 12      | Sofia Kenin       | 2 670 | 24     | 30 ottobre          |

Ashleigh Barty è la prima tennista a qualificarsi per le Finals il 9 settembre.

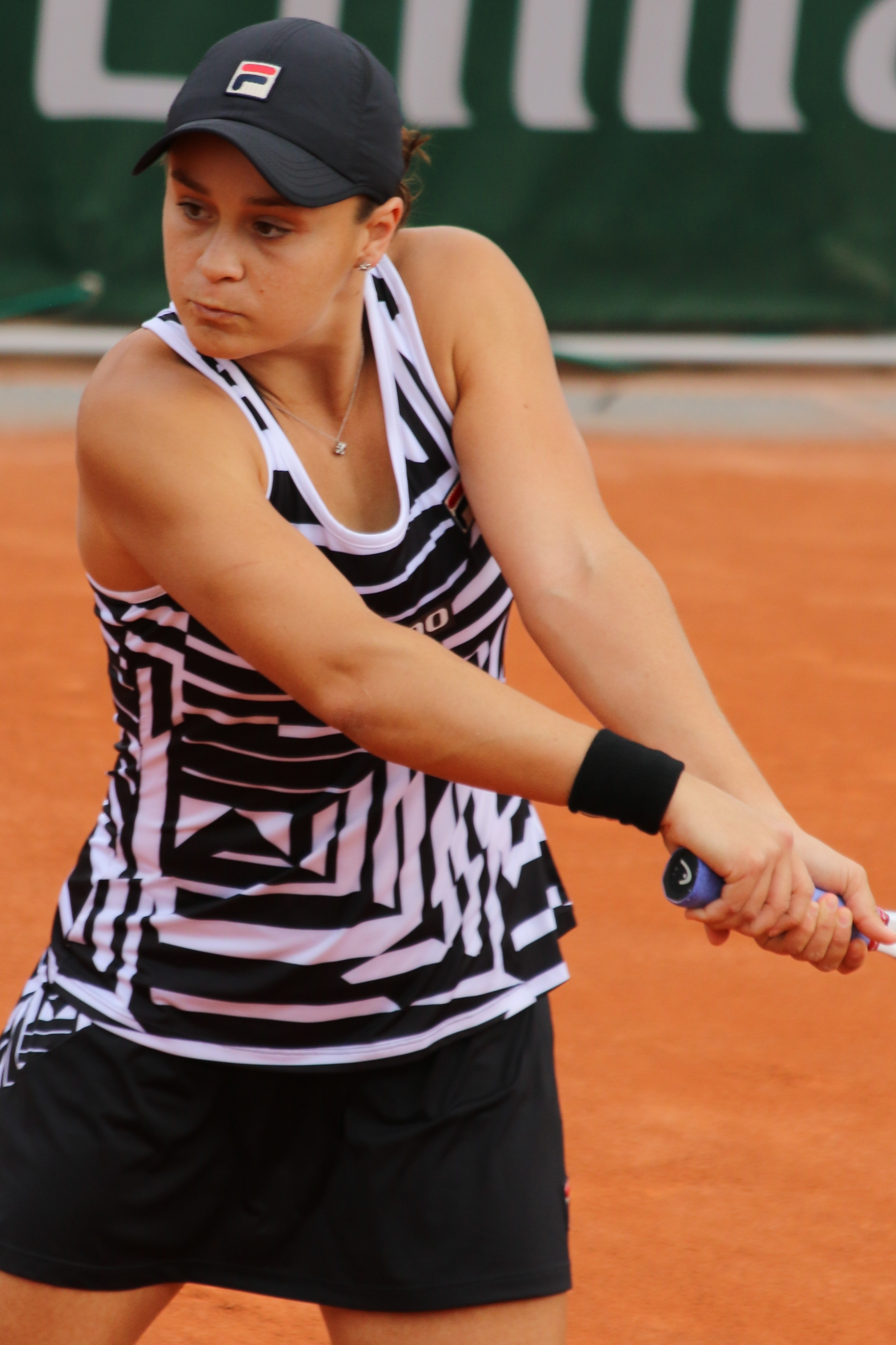
Ashleigh Barty è la vincitrice dell'Open di Francia 2019, suo primo Slam in carriera.

Ashleigh Barty apre il 2019 con la partecipazione alla Hopman Cup insieme a Matthew Ebden, non andando oltre il girone. Successivamente viene rimontata in finale da Petra Kvitová a Sydney, che trionfa per 1-6 7-5 7-6. Nello Slam di casa raggiunge i quarti di finale per la prima volta, dove viene fermata nuovamente da Kvitová, futura finalista, stavolta con un risultato più netto (1-6 4-6). Rappresenta l'Australia in Fed Cup contribuendo a eliminare le statunitensi nei quarti di finale. A Indian Wells non va oltre il quarto turno, in quanto prevale Elina Svitolina, mentre si aggiudica il suo primo Premier Mandatory in carriera a Miami imponendosi per 7-6 6-3 su Karolína Plíšková. La stagione sulla terra è determinante per Barty. In seguito ai quarti di finale a Madrid e il terzo turno a Roma si spinge fino all'atto finale del Roland Garros, dove sfida la giovane Markéta Vondroušová; si sbarazza facilmente della ceca con il punteggio 6-1 6-3, vincendo il suo primo titolo Slam in carriera. Apre la stagione sull'erba con la conquista del terzo titolo dell'anno a Birmingham, poiché estromette Julia Görges nell'atto finale. In virtù di ciò diventa la nuova numero uno del mondo, prima australiana negli ultimi quaranta anni. Prende parte a Wimbledon da grande favorita, ma è costretta a cedere ad Alison Riske nel quarto turno. Sul suolo americano esce di scena all'esordio a Toronto sconfitta da Sofia Kenin, mentre cede a Svetlana Kuznecova in semifinale a Cincinnati. Successivamente si ferma, per la seconda volta consecutiva, al quarto turno allo US Open perché estromessa da Wang Qiang. Nello swing asiatico si spinge fino alla semifinale a Wuhan, dove ha la meglio la campionessa in carica Aryna Sabalenka, per poi venire sconfitta in finale a Pechino da Naomi Ōsaka.
Karolína Plíšková si qualifica il 15 settembre come seconda tennista in graduatoria.

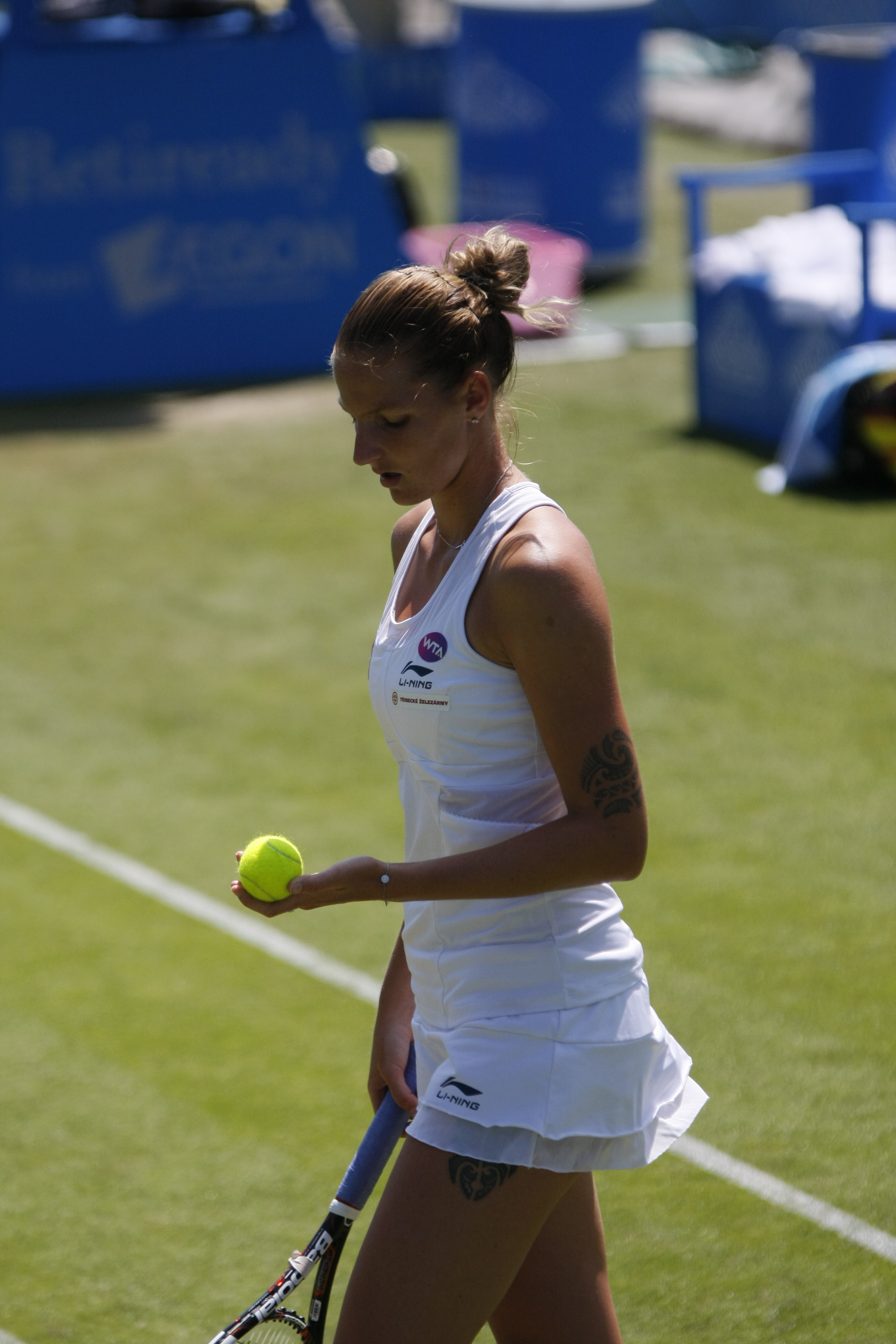
Karolína Plíšková è la tennista con più titoli (4) e finali (5, insieme a Bertens) nel 2019.

Karolína Plíšková vince il primo titolo dell'anno a Brisbane, riuscendo a rimontare Lesja Curenko con il punteggio 4-6 7-5 6-2. Agli Australian Open è fautrice di una clamorosa rimonta nei quarti di finale su Serena Williams: era sotto di 1-5 nel set decisivo, concludendo poi il match per 6-4 4-6 7-5. Successivamente è costretta a capitalizzare contro Naomi Ōsaka, futura campionessa. Si spinge ai quarti di finale a Dubai, estromessa da Hsieh Su-wei, nonostante un vantaggio di 5-1 nel terzo parziale. Successivamente, nei quarti di finale a Indian Wells esce sconfitta da Belinda Bencic. Nonostante ciò raggiunge la finale a Miami, dove cede ad Ashleigh Barty in due set. Apre la stagione sulla terra con la partecipazione al torneo di Stoccarda, in qualità di campionessa in carica, ma viene eliminata da Viktoryja Azaranka all'esordio. Non ha fortuna a Madrid, sconfitta al secondo turno da Kateryna Kozlova. Si rifà a Roma, dove si aggiudica il secondo titolo della stagione, riuscendo a imporsi su Johanna Konta in due comodi set. Tuttavia non riesce a confermarsi a Parigi, poiché viene fermata al terzo turno da Petra Martić. A Birmingham si scontra nel secondo turno con sua sorella gemella, Kristýna Plíšková, la quale riesce ad avere la meglio in tre set. Conquista il terzo titolo del 2019 a Eastbourne senza concedere più di quattro giochi a match per tutto il torneo. Nello Slam londinese esce di scena al quarto turno, sconfitta dalla connazionale Karolína Muchová per 13-11 nel terzo set, nonostante i due match point avuti a disposizione. In seguito si ferma ai quarti di finale a Toronto e Cincinnati, venendo rispettivamente estromessa da Bianca Andreescu, futura campionessa, e Svetlana Kuznecova, futura finalista. Nel quarto turno agli US Open affronta nuovamente la Konta; in questo caso si aggiudica nettamente il primo parziale, per poi soccombere alla britannica. Conquista il quarto titolo a Zhengzhou vendicandosi nell'ultimo atto su Petra Martić. Nonostante ciò raccoglie pochi risultati positivi a Wuhan (terzo turno) e Pechino (primo turno).
Il 2 ottobre Simona Halep e Bianca Andreescu si aggiudicano il terzo e quarto posto per il torneo di fine anno. Quest'ultima si ritirerà nel corso del torneo, permettendo così a Sofia Kenin, n°12 del mondo, di partecipare nell'ultima giornata del girone.
Simona Halep inaugura la stagione con una sconfitta all'esordio a Sydney per mano di Ashleigh Barty. In seguito, agli Australian Open, dove difendeva i punti della finale dell'anno precedente, non va oltre il quarto turno perché eliminata al set decisivo da Serena Williams. Rappresenta la Romania in Fed Cup, contribuendo alla vittoria sulla Repubblica Ceca. Raggiunge la sua prima finale dell'anno a Doha, dove è costretta a cedere in rimonta a Elise Mertens. Invece a Dubai si ferma ai quarti di finale contro Belinda Bencic, mentre a Indian Wells cede a Markéta Vondroušová nel quarto turno. Successivamente, grazie alla semifinale disputata a Miami, anche se persa contro Karolína Plíšková, risale alla seconda posizione del ranking. Sulla terra centra la finale a Madrid ma non può fare niente contro Kiki Bertens, per poi uscire di scena all'esordio a Roma nuovamente per mano della Vondroušová. Prende parte al Roland Garros in qualità di campionessa in carica, venendo surclassata a sorpresa dalla giovane Amanda Anisimova nei quarti di finale. La parte di stagione su erba è la più proficua. Nonostante Halep non si adatti bene a tale superficie esce di scena nei quarti di finale a Eastbourne per mano di Angelique Kerber, per poi vincere Wimbledon, secondo Slam in carriera, vendicandosi di Serena Williams in finale in poco meno di un'ora. La seconda parte dell'anno è povera di risultati soddisfacenti, anche a causa di un infortunio al tendine d'Achille. Quest'ultimo la costringe a ritirarsi nei quarti di finale a Toronto nel match contro Marie Bouzková, sorpresa del torneo, e alle sconfitte premature a Cincinnati (terzo turno contro Madison Keys) e allo US Open (secondo turno contro Taylor Townsend). In Asia, come l'anno precedente, non riesce a dare il meglio a causa di un secondo infortunio, stavolta alla schiena. Difatti si ritira nel terzo turno a Wuhan contro Elena Rybakina e subisce una sconfitta al secondo turno a Pechino inflittale da Ekaterina Aleksandrova.

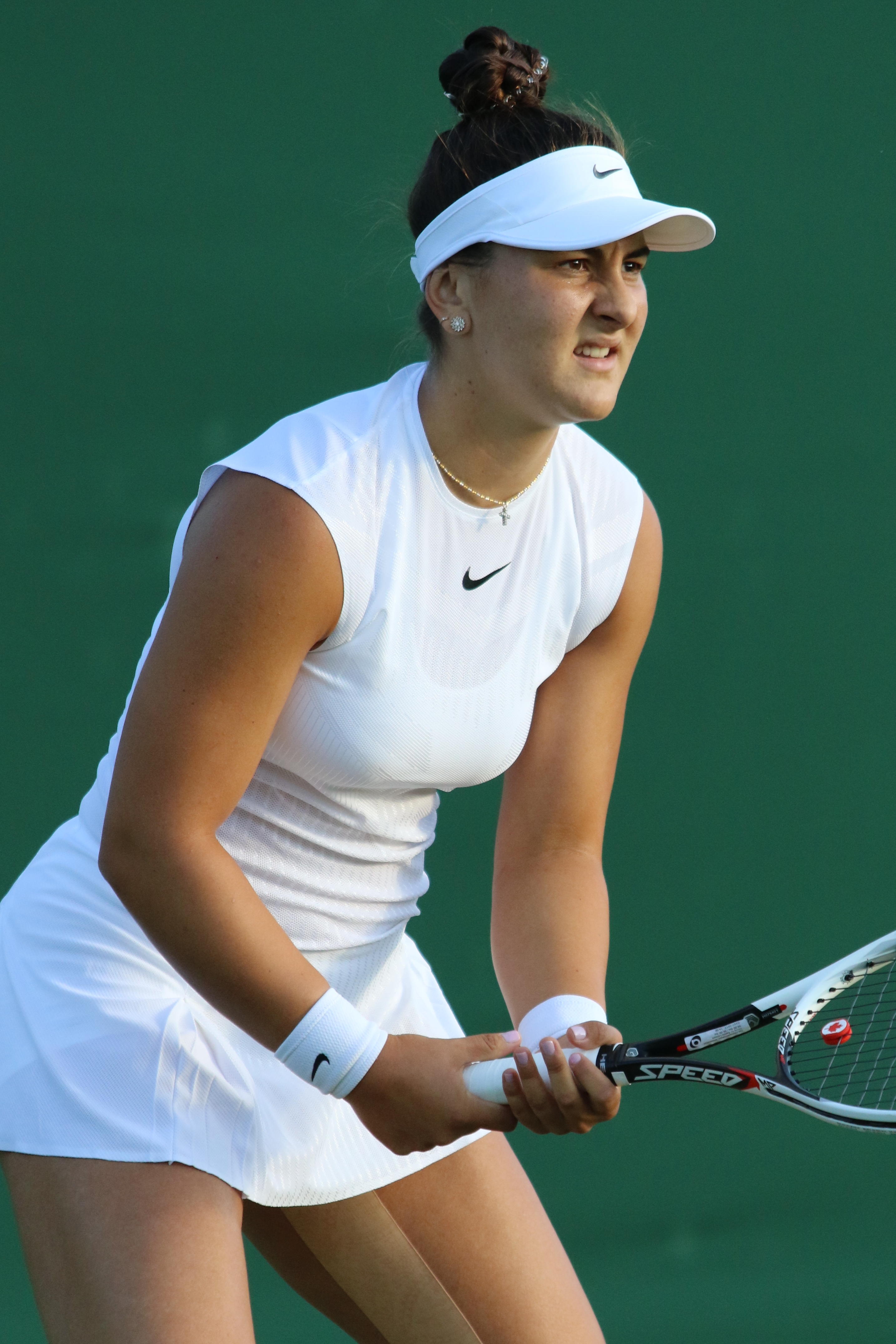
Bianca Andreescu ha vinto lo US Open 2019, prima canadese a riuscirci.

Bianca Andreescu inizia l'anno centrando la finale ad Auckland, poi persa contro Julia Görges con il punteggio 6-2 5-7 1-6. Qualificatasi per l'Australian Open non va oltre il secondo turno, fermata da Anastasija Sevastova. Successivamente si aggiudica il primo titolo WTA 125s rimontando Jessica Pegula in finale a Newport Beach. Rappresenta il Canada in Fed Cup, contribuendo alla vittoria per 4-0 sull'Olanda. In seguito si spinge fino alla semifinale ad Acapulco, superata da Sofia Kenin. Prende parte al Premier Mandatory di Indian Wells, che a sorpresa vince imponendosi in finale su Angelique Kerber. A Miami si ritira nel quarto turno contro Anett Kontaveit, mentre salta tutta la stagione su terra e si ritira dal Roland Garros a causa di un infortunio alla spalla. Tale infortunio la tiene lontano dalle competizioni fino a Toronto. Qui continua la sua striscia di vittorie, vincendo il secondo titolo dell'anno usufruendo del ritiro di Serena Williams sul punteggio di 3-1 in favore di Bianca. In questo modo la Rogers Cup ritorna per la prima volta in patria dal 1969. Disputa un ottimo US Open, raggiungendo la finale e sfidando nuovamente Serena Williams: l'esito è ancora una volta a favore di Andreescu che si impone con il punteggio 6-3 7-5. In seguito a questo trionfo diventa la prima millennial a raggiungere tale traguardo, la prima canadese a vincere uno Slam e la tennista con il minor numero di apparizioni in uno Slam prima di vincerne uno. Dopo un periodo di pausa ritorna a Pechino, dove non va oltre i quarti di finale per mano di Naomi Ōsaka, la quale la spunta al terzo parziale, interrompendo la striscia di 17 vittorie consecutive della canadese.
Naomi Ōsaka si qualifica il 4 ottobre. Tuttavia si ritira nel corso del torneo per un infortunio alla spalla destra. Al suo posto subentra Kiki Bertens, 10ª tennista della classifica mondiale.

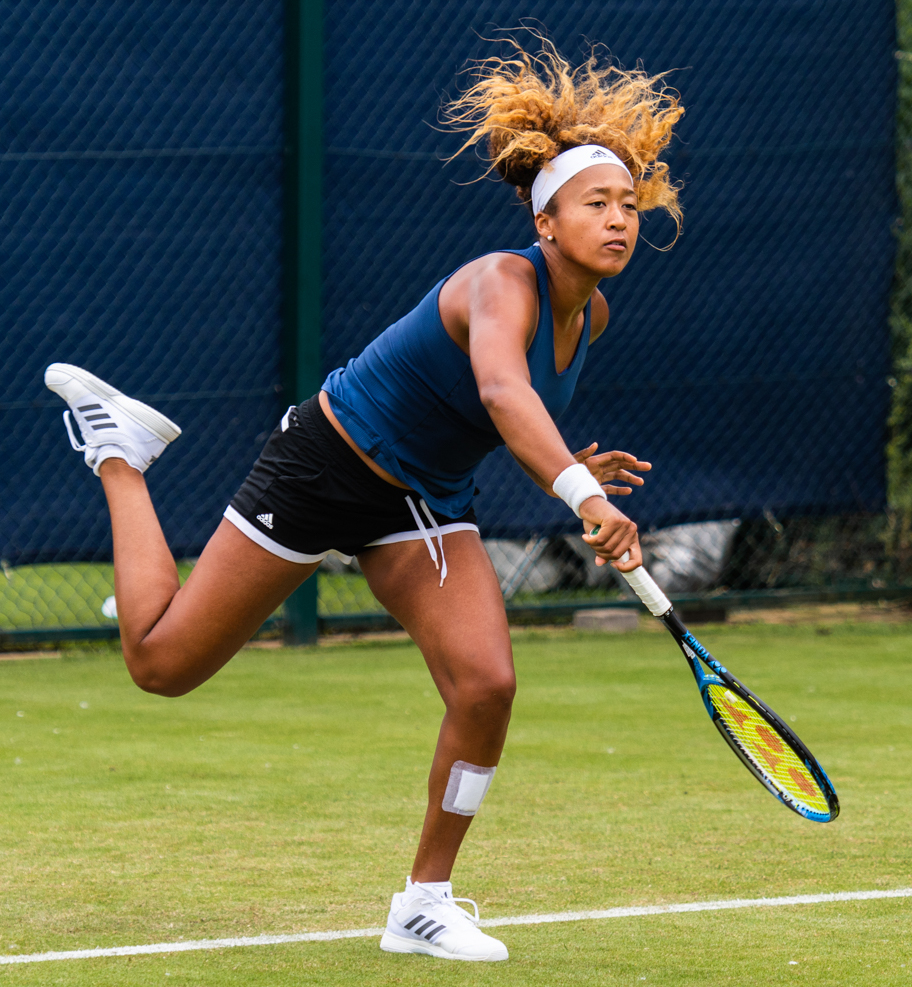
Naomi Ōsaka si aggiudica l'Australian Open 2019, suo secondo Slam in carriera.

Naomi Ōsaka raggiunge la semifinale a Brisbane, sconfitta a sorpresa da Lesja Curenko. All'Australian Open la nipponica vince il suo secondo Slam in carriera imponendosi su Petra Kvitová e conquistando anche la vetta della classifica mondiale. Prende parte al torneo di Dubai, cedendo al secondo turno contro Kristina Mladenovic, mentre a Indian Wells e Miami viene rispettivamente sconfitta da Belinda Bencic nel quarto turno e da Hsieh Su-wei nel terzo. Nella stagione sulla terra non ottiene particolari successi: a Stoccarda è costretta a ritirarsi in semifinale per un infortunio agli addominali contro Anett Kontaveit; si spinge fino ai quarti di finale a Madrid, sconfitta ancora una volta da Belinda Bencic, e a Roma si ritira senza nemmeno scendere in campo contro Kiki Bertens; nel Roland Garros non va oltre il terzo turno, eliminata da Kateřina Siniaková. Continua il periodo avaro di successi sull'erba. Infatti, a Birmingham esce di scena nel secondo turno contro Julija Putinceva, per poi perdere nuovamente contro la kazaka a Wimbledon nel primo turno. A Toronto e Cincinnati raggiunge i quarti di finale, fermata da Serena Williams e Sofia Kenin (causa ritiro), mentre allo US Open non va oltre il quarto turno estromessa per la terza volta consecutiva dalla Bencic. Ritorna a vincere partite importanti in Asia, difatti porta a casa due tornei: Osaka, torneo di casa, battendo in finale Anastasija Pavljučenkova, e Pechino, rimontando nell'ultimo atto Ashleigh Barty.
Petra Kvitová è la sesta tennista a qualificarsi il 7 ottobre.

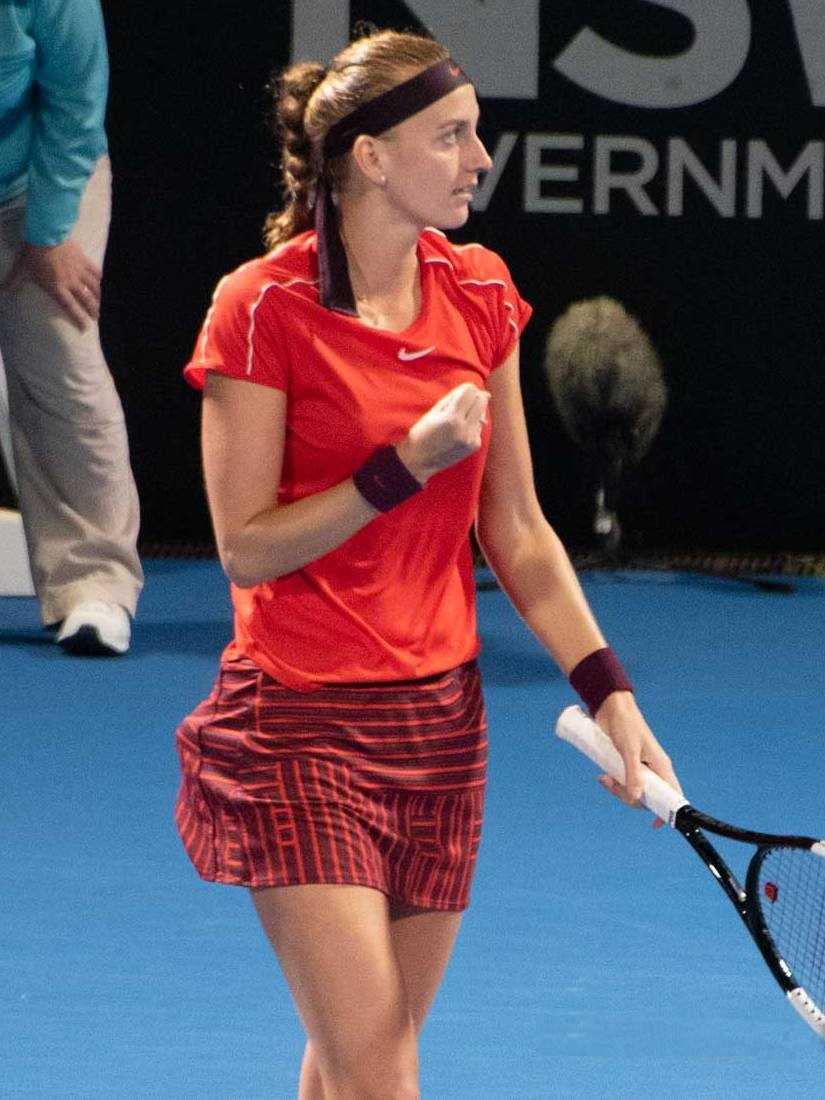
Petra Kvitová raggiunge la sua terza finale Slam all'Australian Open 2019.

Petra Kvitová inizia l'anno a Brisbane con una sconfitta al secondo turno per mano di Anett Kontaveit. Si rifà a Sydney, dove si aggiudica il titolo contro la giocatrice di casa Ashleigh Barty. Lo stato di buona forma continua all'Australian Open. Infatti la ceca raggiunge la sua terza finale Slam in carriera e la prima dal 2014, perdendo poi contro Naomi Ōsaka. Si lascia sorprendere nei quarti di finale nel torneo di San Pietroburgo, poiché cede a Donna Vekić. A Dubai disputa un'altra finale, ma Belinda Bencic le impedisce di trionfare. Nei tornei di Indian Wells e Miami non va oltre il secondo turno, eliminata rispettivamente da Venus Williams e Ashleigh Barty.
Apre bene la stagione sulla terra con la vittoria per il titolo a Stoccarda contro Anett Kontaveit. In qualità di campionessa in carica a Madrid viene sconfitta nei quarti di finale da Kiki Bertens in un rematch della finale della scorsa edizione. Nella prima apparizione dal 2016 a Roma Kvitová raggiunge il terzo turno ritirandosi contro Maria Sakkarī. A causa dell'infortunio rinuncia al Roland Garros. Ritorna in campo a Wimbledon, venendo fermata da Johanna Konta nel quarto turno. Annulla la partecipazione al torneo di Toronto, per poi uscire all'esordio a Cincinnati ancora contro Sakkarī. In seguito viene sconfitta al secondo turno agli US Open da Andrea Petković: questo rappresenta il risultato più basso negli ultimi dodici Slam disputati. Nello swing asiatico raggiunge la semifinale a Wuhan, dove soccombe ad Alison Riske, mentre a Pechino Barty si impone un'altra volta nei quarti di finale.
Elina Svitolina si qualifica per le Finals il 14 ottobre.

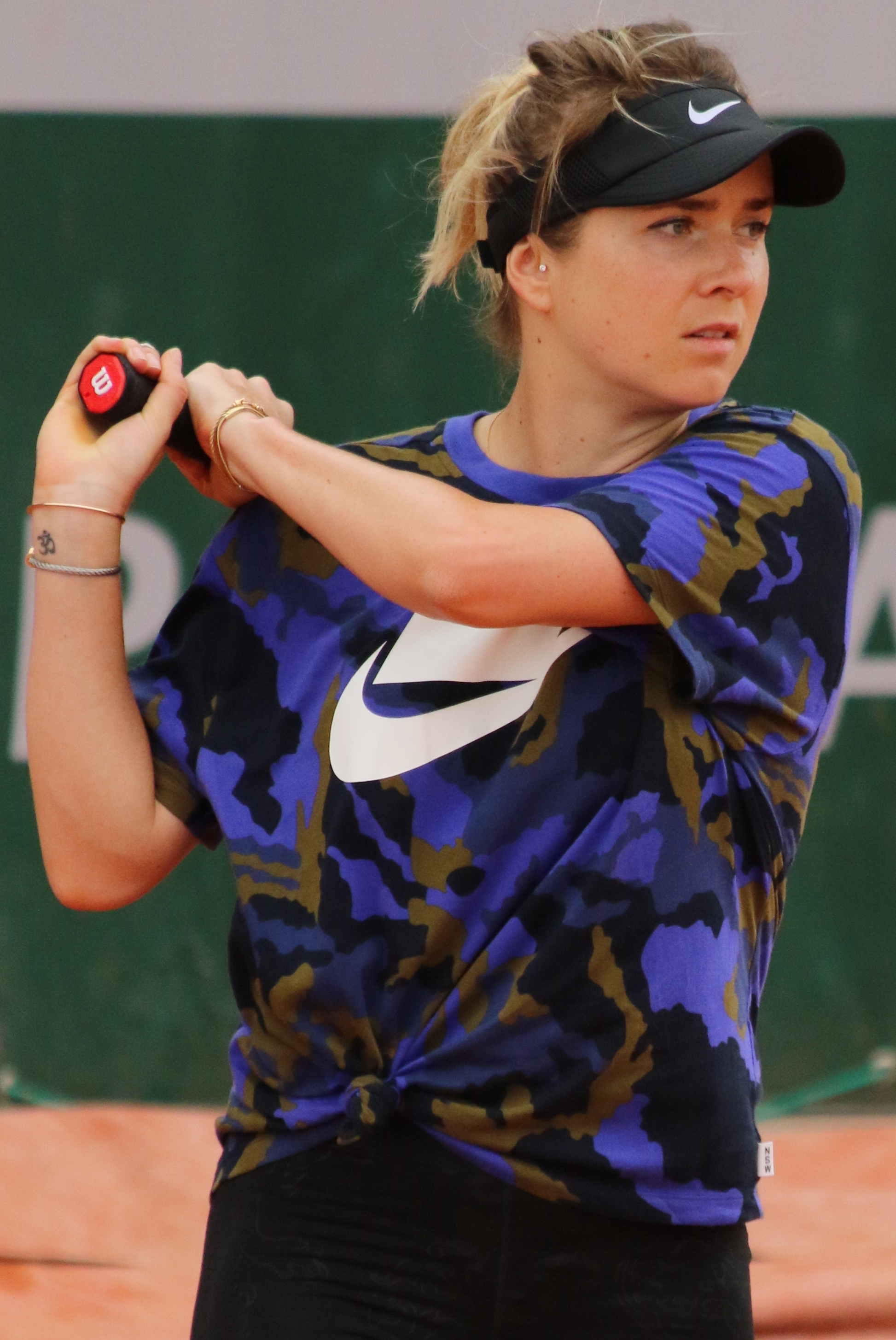
Elina Svitolina ha raggiunto due semifinali Slam: Wimbledon e US Open.

Elina Svitolina parte al torneo di Brisbane in qualità di campionessa in carica, ma viene sconfitta all'esordio da Aljaksandra Sasnovič, finalista dell'anno precedente. All'Australian Open raggiunge per la prima volta i quarti di finale, sconfitta dalla futura campionessa Naomi Ōsaka. Svitolina, successivamente, disputa tre semifinali di fila: Doha (sconfitta da Simona Halep), Dubai (eliminata da Belinda Bencic) e Indian Wells (fermata da Bianca Andreescu). Nel torneo di Miami viene sorpresa da Wang Yafan, la quale si sbarazza dell'ucraina al secondo turno. Non va oltre il primo turno a Madrid e a Roma, dove era bicampionessa in carica, rispettivamente per mano di Pauline Parmentier e Viktoryja Azaranka; contro la bielorussa si è trovata in vantaggio per 5-2 nel set decisivo. In seguito esce di scena al terzo turno al Roland Garros contro Garbiñe Muguruza. Nei tornei di Birmingham e Eastbourne viene fermata all'esordio da Margarita Gasparjan e Alizé Cornet. Nonostante ciò raggiunge la prima semifinale Slam in carriera a Wimbledon, dove ancora Simona Halep ha la meglio. Sul cemento nordamericano si spinge fino ai quarti di finale a San Jose, dove soccombe a Maria Sakkarī. In seguito Sofia Kenin si sbarazza di Svitolina nei quarti di finale a Toronto e Cincinnati. Successivamente raggiunge un'altra semifinale Slam allo US Open, la seconda consecutiva. Tuttavia viene annichilita da Serena Williams. Nello swing asiatico disputa i quarti di finale a Zhengzhou, sconfitta da Kristina Mladenovic. In seguito esce al secondo turno a Canton ritirandosi contro Marie Bouzková, ai quarti di finale a Wuhan e Pechino contro Alison Riske e Kiki Bertens. Racimola un secondo turno a Mosca uscendo di scena contro Veronika Kudermetova.
Belinda Bencic completa il quadro delle qualificate il 19 ottobre.

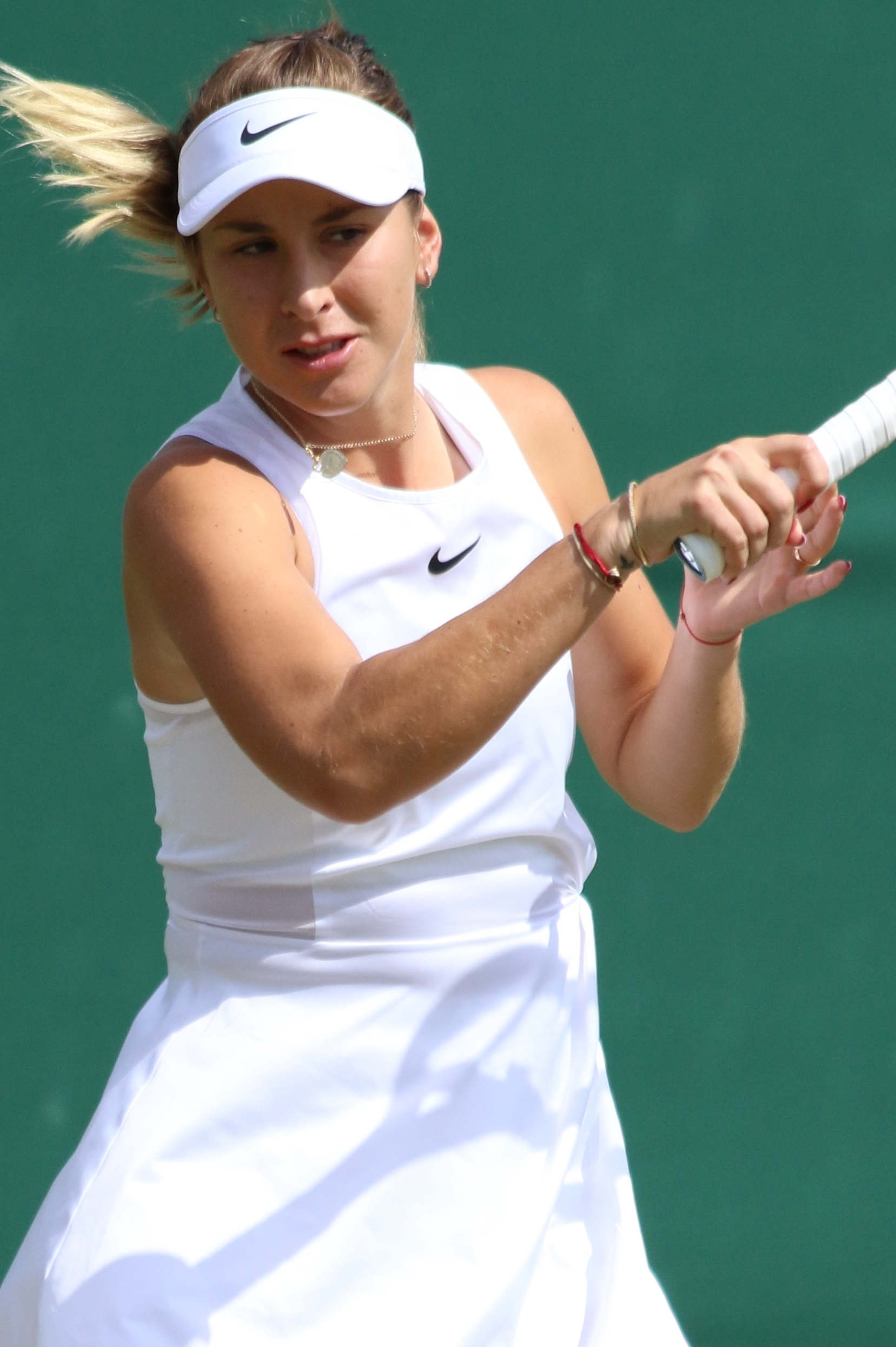
Belinda Bencic vince due titoli WTA e centra la prima semifinale Slam in carriera.

Belinda Bencic apre la stagione con la vittoria sul duo tedesco Zverev/Kerber in finale della Hopman Cup insieme a Roger Federer. Successivamente, a Hobart, in semifinale viene sconfitta da Anna Karolína Schmiedlová, mentre all'Australian Open cede al terzo turno a Petra Kvitová. Nel torneo di San Pietroburgo è costretta a giocare le qualificazioni, fallendo. Rappresenta la Svizzera in Fed Cup, contribuendo alla vittoria per 3-1 sull'Italia. La sua rinascita tennistica inizia a Dubai, in quanto si aggiudica il torneo vendicandosi in finale sulla Kvitová. Continua la striscia di vittorie a Indian Wells, dove si spinge fino in semifinale sconfitta da Angelique Kerber. Tuttavia a Miami viene sorpresa all'esordio da Julija Putinceva. Inaugura la stagione sulla terra a Charleston, dove raggiunge i quarti di finale, eliminata da Petra Martić. Prende parte al torneo di Lugano, non andando oltre il primo turno per mano di Antonia Lottner. Non ha fortuna nemmeno a Stoccarda, dove Kiki Bertens si impone nel secondo turno. Nel torneo di Madrid raggiunge un'altra semifinale, sconfitta da Simona Halep, mentre a Roma viene annichilita da Kristina Mladenovic nel secondo turno. Si presenta al Roland Garros, disputando per la prima volta il terzo turno, ma non va oltre venendo eliminata da Donna Vekić. Raggiunge la seconda finale stagionale a Maiorca; dopo essere stata in vantaggio e con tre match point a disposizione subisce una clamorosa rimonta da parte di Sofia Kenin. Successivamente prende parte al torneo di Eastbourne, dove subisce una sconfitta inflittale da Ekaterina Aleksandrova. Nello Slam londinese raggiunge il terzo turno, sconfitta da Alison Riske in tre set. Inizia la stagione sul cemento nordamericano a Toronto, dove viene fermata da Elina Svitolina nel terzo turno, mentre a Cincinnati è costretta a ritirarsi contro Viktoryja Azaranka sotto di 4-6 0-1. In seguito disputa un ottimo US Open, poiché si spinge fino alla prima semifinale Slam, dove viene sconfitta da Bianca Andreescu in due set. La Kremlin Cup rappresenta per la Bencic l'ultima speranza per qualificarsi alle Finals, soprattutto a causa dei scarsi risultati ottenuti a Wuhan (primo turno), Pechino (terzo turno) e Linz (primo turno). Nonostante ciò riesce a staccare l'ultimo pass disponibile per il torneo di fine anno. Infatti l'elvetica si aggiudica il secondo titolo stagionale in Russia rimontando Anastasija Pavljučenkova nell'ultimo atto.
Il 29 ottobre, mentre il Master è in corso da due giornate, Ōsaka si ritira prima del match contro Barty. In seguito a ciò subentra Kiki Bertens.

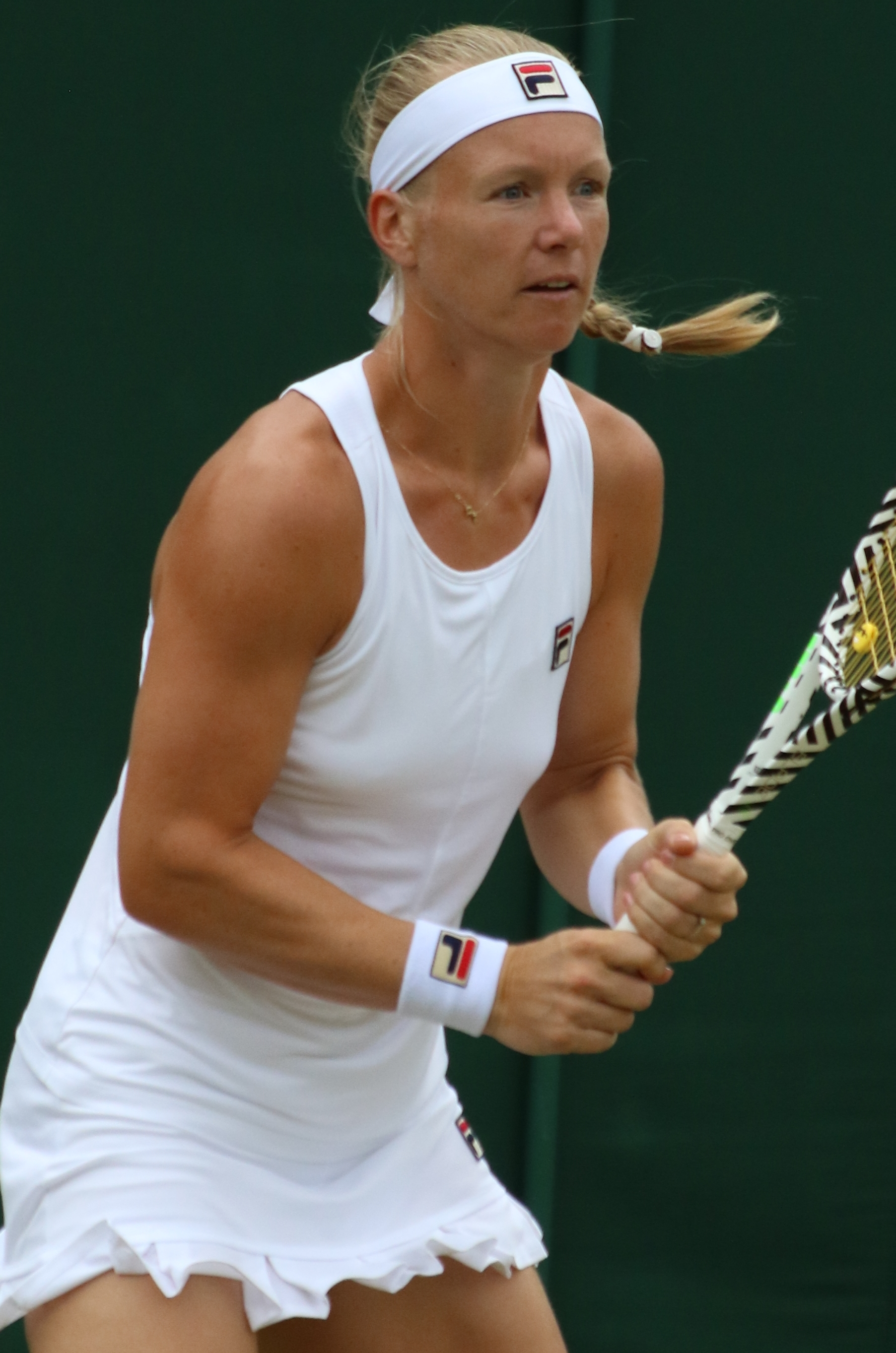
Kiki Bertens si aggiudica il primo Premier Mandatory in carriera nel 2019.

Kiki Bertens apre il 2019 con il torneo di Brisbane, sorpresa da un'ottima Donna Vekić. Tuttavia si riprende a Sydney raggiungendo la semifinale, sconfitta in rimonta dalla giocatrice di casa Ashleigh Barty. All'Australian Open non brilla, poiché perde in rimonta contro Anastasija Pavljučenkova. Inaugura il mese di febbraio con la conquista del titolo di San Pietroburgo, vendicandosi in finale della Vekić con il punteggio 7-6 6-4. Nel torneo di Doha esce di scena ai quarti di finale contro la futura campionessa Elise Mertens. Successivamente viene sorpresa al tiebreak nel terzo parziale all'esordio da Viktória Kužmová a Dubai. Apre il Sunshine Double con un quarto turno a Indian Wells (perso contro Garbiñe Muguruza), per poi disputarne un altro a Miami (perso contro Ashleigh Barty). Continua il periodo avaro di successi a Charleston, dove non va oltre il terzo turno sconfitta da Maria Sakkarī. Ritornata in Europa raggiunge la semifinale a Stoccarda (eliminata da Petra Kvitová) e si aggiudica il secondo torneo dell'anno a Madrid senza perdere un set, imponendosi su Simona Halep con un doppio 6-4. In seguito proseguono gli ottimi risultati su terra a Roma, dove Bertens viene rimontata in semifinale da Johanna Konta. Tuttavia, al Roland Garros è costretta a ritirarsi all'inizio del secondo turno contro Kužmová. Inizia la stagione su erba disputaNdo la terza finale stagionale in patria, a 's-Hertogenbosch, ma viene clamorosamente rimontata da Alison Riske (6-0 6-7 5-7). Nel torneo di Eastbourne viene sconfitta dalla futura campionessa, Karolína Plíšková, in semifinale; a Wimbledon non va oltre il terzo turno, fermata dalla futura semifinalista Barbora Strýcová. Prende parte per la prima volta al torneo di Palermo, raggiungendo la finale; verrà sconfitta a sorpresa da Jil Teichmann in due set. Sul cemento americano cede a Toronto alla futura campionessa Bianca Andreescu, a Cincinnati viene estromessa all'esordio da Venus Williams, mentre conferma lo scarso rendimento negli Slam venendo liquidata da Julia Görges nel terzo turno agli US Open. Nello swing asiatico non raccoglie particolari successi: secondo turno a Zhengzhou e Osaka, terzo turno a Wuhan e semifinale a Pechino. Nei successivi tornei entra in gara con Belinda Bencic per l'ottavo posto alle Finals. A causa dell'uscita di scena nei quarti di finale a Linz, sconfitta dalla quindicenne e futura campionessa Cori Gauff, l'ultima speranza per Bertens è Mosca, ma la sua corsa verrà fermata da un'ottima Kristina Mladenovic nei quarti. Di conseguenza è costretta a disputare il torneo di Zhuhai arrivando in finale, prima di cedere ad Aryna Sabalenka.
Il 30 ottobre, mentre il Master è in corso, Andreescu si ritira durante il match contro Pliskova. In seguito a ciò subentra Sofia Kenin.

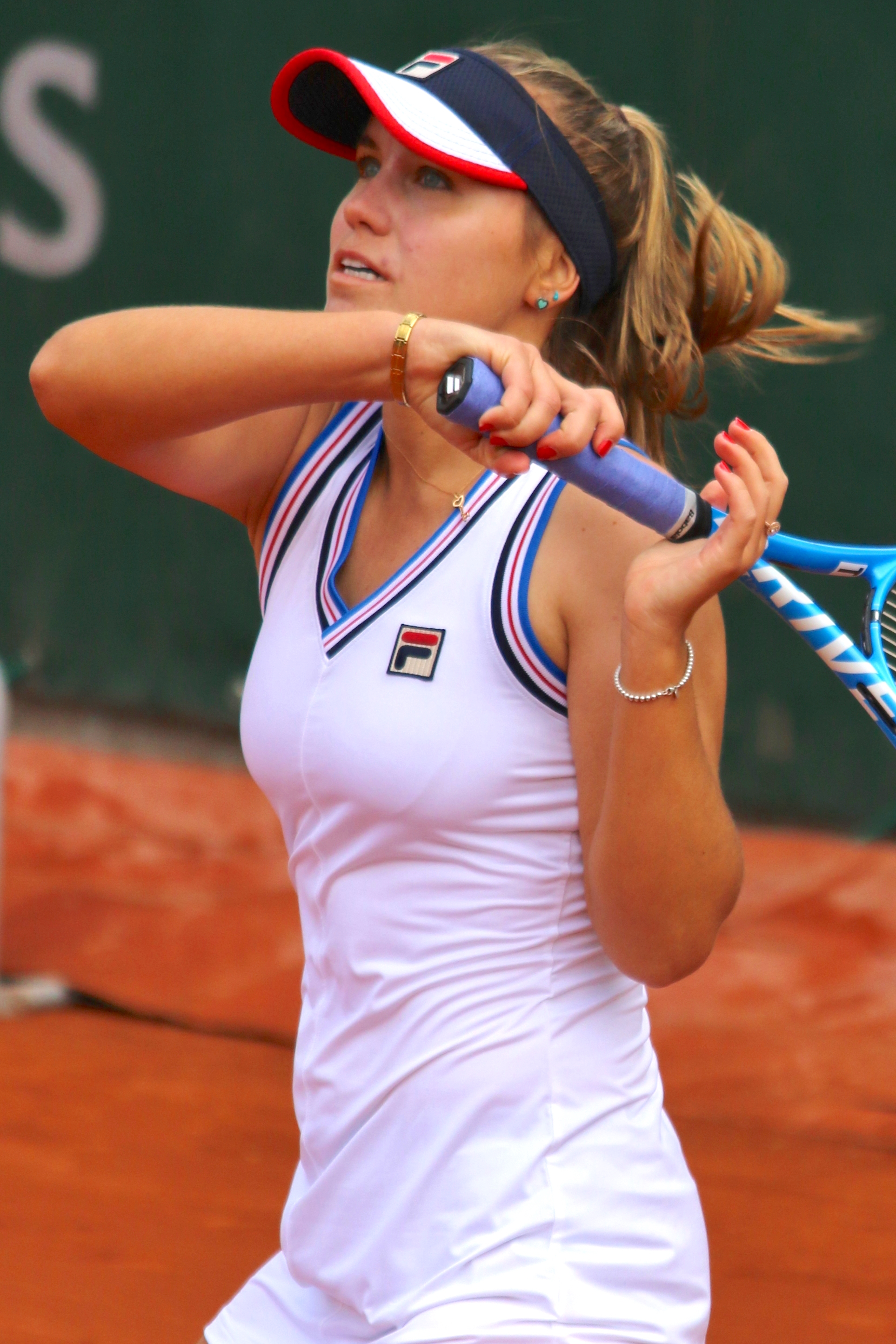
Sofia Kenin conquista i suoi primi tre titoli nel 2019.

Si presenta ad Auckland dove estromette Petra Martić per 7-5 2-6 6-2, per poi cedere a Viktória Kužmová per 5-7 7-5 3-6. Nonostante ciò, in coppia con Eugenie Bouchard si aggiudica il torneo superando nell'atto finale la coppia Paige Mary Hourigan/Taylor Townsend per 1-6 6-1 [10-7]. Si tratta del primo torneo WTA in carriera per l'americana. A Hobart, invece, si aggiudica il titolo in singolare dove ha la meglio su Caroline Garcia per 6-3 6-2, Ons Jabeur per 7-6 6-3, Kirsten Flipkens per 7-5 7-5, Alizé Cornet per 6-2 6-4 e, in finale, su Anna Karolína Schmiedlová per 6-3 6-0. Agli Australian Open si impone su Veronika Kudermetova per 6-3 3-6 7-5, prima di cedere alla finalista dell'anno precedente e numero uno al mondo, Simona Halep, per 3-6 7-6 4-6. A Dubai elimina Mihaela Buzărnescu e Dar'ja Kasatkina, per poi venire rimontata da Viktória Kužmová. Raggiunge un'altra finale WTA ad Acapulco dove viene sconfitta in rimonta da Wang Yafan per 6-2 3-6 5-7. Nel corso del torneo estromette: Rebecca Peterson (per ritiro), Katie Boulter per 6-4 4-1 a causa del ritiro, Viktoryja Azaranka per 6-4 4-6 7-5 e Bianca Andreescu per 6-4 3-6 7-5. Agli Indian Wells si rifà sulla Wang, ma viene poi sconfitta da Elina Svitolina in tre set. A Miami, invece, viene sconfitta all'esordio dalla Andreescu. Nel torneo di Charleston elimina Sabine Lisicki per 7-5 6-4, ma viene sconfitta da Mónica Puig per 4-6 4-6. A Madrid cede a Petra Kvitová all'esordio, mentre a Roma a Karolína Plíšková nel terzo turno (sconfigge Jasmine Paolini e Madison Keys). A Strasburgo viene sconfitta nel primo turno da Chloé Paquet. Raggiunge gli ottavi di finale al Roland Garros superando Giulia Gatto-Monticone per 6-3 5-7 6-2, usufruisce del ritiro di Bianca Andreescu ed elimina il suo idolo Serena Williams, attuale Top 10 e ventitre volte campionessa Slam, per 6-2 7-5. Grazie a questo risultato, entro di diritto tra le prime trenta giocatrici del ranking, precisamente al 28º posto. Successivamente, viene sconfitta dalla futura campionessa, Ashleigh Barty, per 3-6 6-3 0-6. Si aggiudica il secondo titolo WTA in carriera a Maiorca, battendo in finale, con una strepitosa rimonta e salvando anche alcuni match point, Belinda Bencic (6(2)–7 7–6(5) 6-4). Nella corsa al titolo si impone in ordine su Kirsten Flipkens per 6-2 6-3, Ons Jabeur per 6-2 2-0 (causa ritiro della tunisina), Elise Mertens per 1-6 6-1 6-3 e Anastasija Sevastova per 6-4 4-6 6-2. Inizia la stagione sull'erba a Eastbourne, dove viene sconfitta all'esordio dall'ex Top 10 Samantha Stosur (2-6 3-6). A Wimbledon, invece, supera agevolmente Astra Sharma per 6-4 6-2, prima di cedere contro Dajana Jastrems'ka, che ha la meglio con il punteggio di 7-5 4-6 6-3. Si presenta al torneo di Washington in preparazione agli US Open. Qui non va oltre al secondo turno, in quanto, dopo avere estromesso Jennifer Brady per 6-2 6-4, viene fermata da Lauren Davis in rimonta. Disputa il Premier 5 di Toronto spingendosi fino alla semifinale, in seguito alle vittorie su Hsieh Su-wei per 6-4 6-3; Ashleigh Barty, numero uno del ranking, per 6(5)–7 6-3 6-4; Dajana Jastrems'ka con un doppio 6-2 e su Elina Svitolina, settima potenza della classifica, per 7–6(2) 6-4. Aggiunge alla bacheca del 2019 un'altra semifinale, stavolta nel torneo di Cincinnati. Raggiunge tale traguardo imponendosi su Julia Görges per 6-4 7–6(6) e su Zarina Dijas per 6-4 6-1, per poi vendicarsi della Svitolina per 6-3 7–6(3) e usufruire del ritiro della seconda giocatrice al mondo, Naomi Ōsaka, sul punteggio di 6-4 1-6 2-0 in favore all'americana. Nonostante ciò viene fermata dalla connazionale e futura campionessa Madison Keys, che si sbarazza della Kenin in due parziali. Successivamente agli US Open elimina Coco Vandeweghe e Laura Siegemund, per poi perdere nuovamente contro la Keys. Inizia lo swing asiatico disputando i quarti di finale a Zhengzhou, sbarazzandosi delle francesi Chloé Paquet e Alizé Cornet, per poi venire eliminata in tre set dalla futura campionessa, Karolína Plíšková. Si aggiudica il terzo titoli della stagione, nonché in carriera, a Guangzhou. Nella corsa al titolo elimina senza difficoltà Siegemund, Katarina Zavac'ka e Jasmine Paolini, prima di perdere un set contro Anna Blinkova. In finale rimonta la campionessa Slam e wildcard Samantha Stosur con il punteggio di 6(4)–7 6-4 6-2. In seguito a questa vittoria sale alla 17ª posizione della classifica. Nel torneo di Wuhan estromette Anastasija Pavljučenkova per 6-2 7–6(5) ed Elise Mertens per 4-6 6-4 7–6(5); in seguito viene eliminata a sua volta dalla numero uno del ranking, Ashleigh Barty, che la spunta per 6-3 7-5. Non fa meglio a Pechino dove riesce ad avere la meglio su Garbiñe Muguruza e su Pavljučenkova, prima di fallire la rimonta contro la Svitolina (3-6 7–6(8) 3-6). Partecipa quindi al WTA Elite Trophy, dove si classifica al secondo posto del gruppo camelia. Batte Alison Riske con un doppio 6-4, ma viene sconfitta da Karolína Muchová con il punteggio di 4–6, 6–4, 3–6.

### Doppio
| Ranking | Giocatrici                            | Punti | Tornei | Data qualificazione |
| ------- | ------------------------------------- | ----- | ------ | ------------------- |
| 1       | Elise Mertens Aryna Sabalenka         | 6 057 | 11     | 9 settembre         |
| 2       | Barbora Strýcová Hsieh Su-wei         | 5 490 | 13     | 2 settembre         |
| 3       | Tímea Babos Kristina Mladenovic       | 5 211 | 10     | 23 settembre        |
| 4       | Gabriela Dabrowski Xu Yifan           | 4 635 | 21     | 2 ottobre           |
| 5       | Chan Hao-ching Latisha Chan           | 4 145 | 20     | 7 ottobre           |
| 6       | Barbora Krejčíková Kateřina Siniaková | 4 000 | 11     | 14 ottobre          |
| 7       | Samantha Stosur Zhang Shuai           | 3 920 | 13     | 7 ottobre           |
| 8       | Anna-Lena Grönefeld Demi Schuurs      | 3 895 | 15     | 14 ottobre          |

Il 2 settembre la prima coppia a qualificarsi è quella formata da Barbora Strýcová e Hsieh Su-wei.
Barbora Strýcová e Hsieh Su-wei iniziano la loro collaborazione per il 2019 a Doha, torneo dal quale escono all'esordio. La settimana seguente, a Dubai, vincono il loro secondo titolo insieme imponendosi su Ekaterina Makarova e Lucie Hradecká. A Indian Wells, dove difendevano il titolo, e Miami, raccolgono rispettivamente un quarto e un ottavo di finale, mentre si aggiudicano il Premier Mandatory di Madrid a maggio. Dopo un terzo turno a Parigi fanno del loro meglio sull'erba conquistando sia il torneo di Birmingham che Wimbledon, il loro primo titolo Slam come coppia. In seguito al successo londinese disputano altri quattro tornei tra Nord America e Asia, non ottenendo risultati rilevanti.

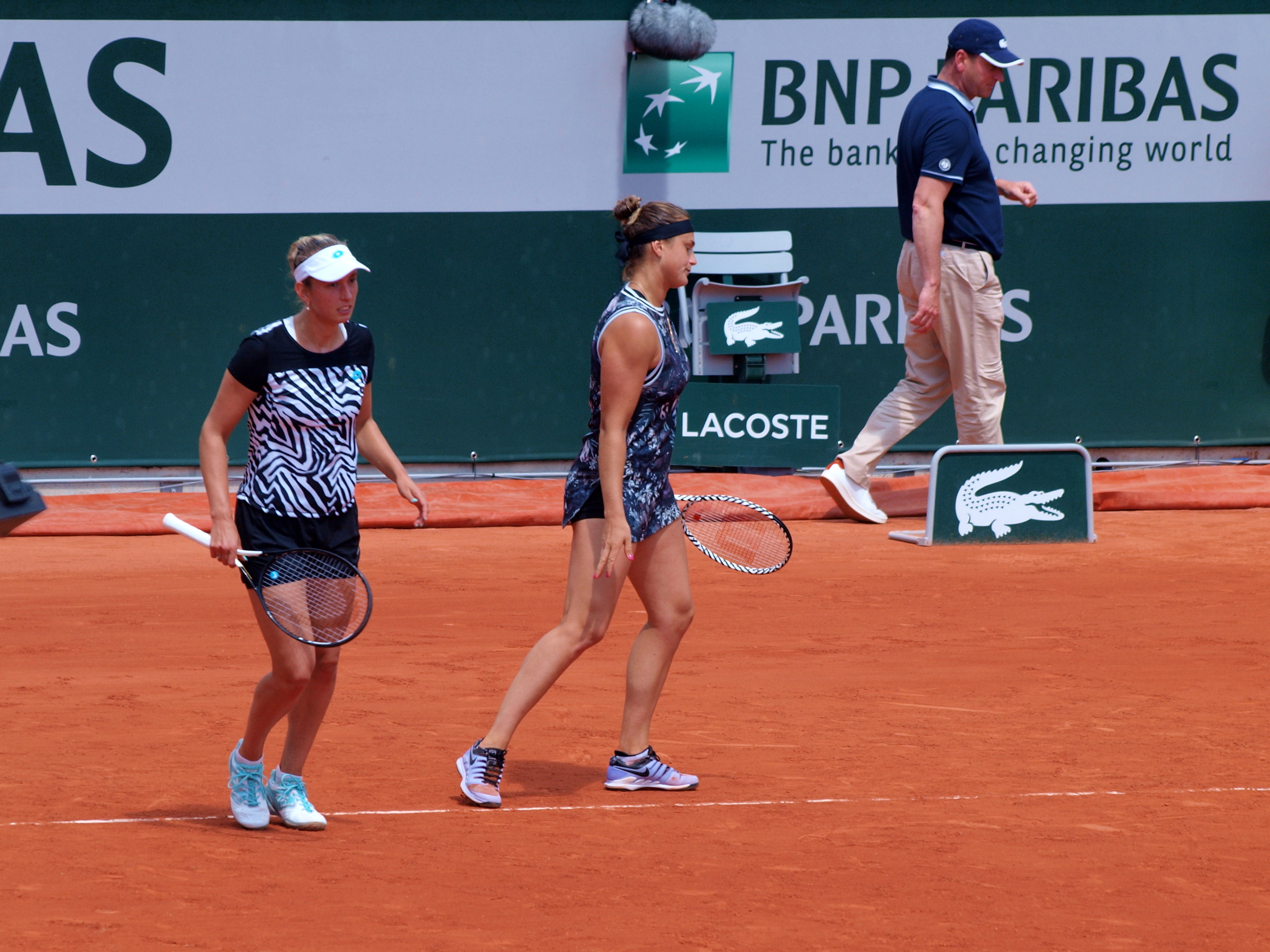
Elise Mertens e Aryna Sabalenka completano il Sunshine Double e si aggiudicano lo US Open.

Il 9 settembre si qualificano Elise Mertens e Aryna Sabalenka.
Elise Mertens e Aryna Sabalenka, al secondo torneo disputato come una coppia, vincono il Premier Mandatory di Indian Wells. La settimana successiva, grazie alla vittoria del torneo di Miami, diventano la quinta coppia nella storia a completare il Sunshine Double. Sulla terra ottengono come miglior risultato la semifinale a Parigi, mentre si fermano ai quarti a Wimbledon. A New York si aggiudicano invece il loro primo Slam in assoluto perdendo un solo set nel corso del torneo. Continua l'ottimo periodo di forma anche a Wuhan dove si spingono fino alla quarta finale stagionale, invece a Pechino cedono all'esordio.

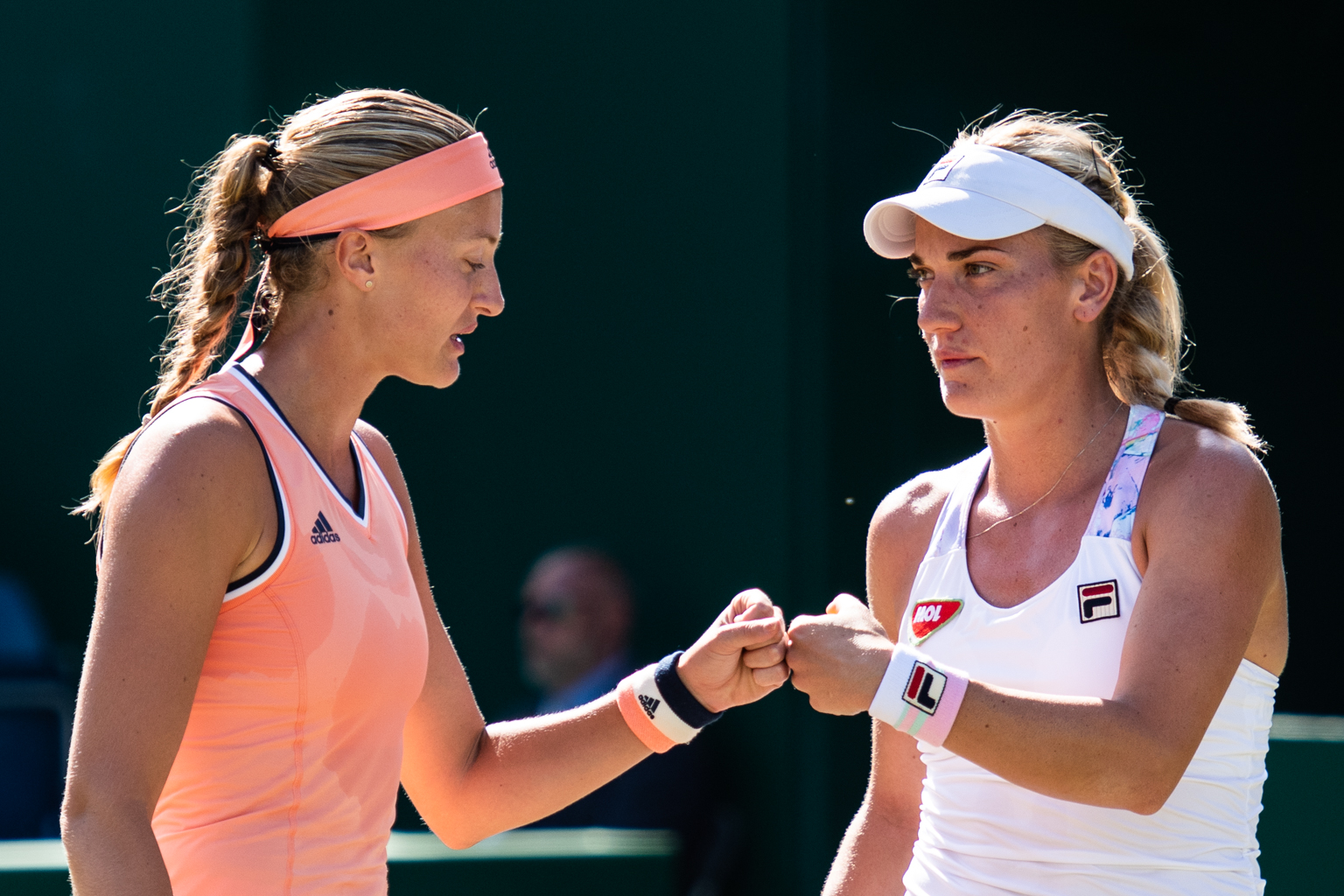
Tímea Babos e Kristina Mladenovic si aggiudicano il secondo Slam insieme.

Il 23 settembre Tímea Babos e Kristina Mladenovic conquistano la qualificazione.
Tímea Babos e Kristina Mladenovic iniziano la stagione disputando per il secondo anno di fila la finale all'Australian Open, persa contro Samantha Stosur e Zhang Shuai. Dopo un periodo di scarsi risultati vincono il torneo su terra di Istanbul e soprattutto il Roland Garros, il loro secondo titolo Slam come una coppia. A Wimbledon e US Open riscuotono rispettivamente una semifinale e un quarto di finale. In Asia giocano solo il torneo di Pechino, uscite di scena ai quarti di finale, e colgono la quinta semifinale della stagione a Mosca.
Il 2 ottobre si qualificano come quarta coppia Gabriela Dabrowski e Xu Yifan.
Gabriela Dabrowski e Xu Yifan, dopo una semifinale a Brisbane e un quarto a Sydney, escono di scena al primo turno a Melbourne. Centrano la prima finale dell'anno solo a Madrid, mentre due settimane più tardi si aggiudicano il torneo di Norimberga. Sull'erba di Wimbledon centrano la loro prima finale Slam insieme, cedendo come a Madrid nuovamente a Barbora Strýcová e Hsieh Su-wei. Sul cemento nordamericano vantano come migliori risultati una semifinale a Toronto e un quarto di finale a New York.
Il 7 ottobre le sorelle Chan Hao-ching e Latisha Chan e Samantha Stosur e Zhang Shuai occupano altri due posti per le Finals.
Chan Hao-ching e Latisha Chan avviano la stagione con la finale a Brisbane e la vittoria del torneo di Hobart la settimana seguente. Dopo avere vinto il Qatar Total Open disputano tre semifinali consecutive a Dubai, Indian Wells e Miami. Ritrovano la semifinale a Roma e vincono il torneo di Eastbourne. Dopo un periodo di scarsi risultati, perdurato durante il corso di tutta la stagione sul cemento nordamericano, tornano alla vittoria a Osaka, dove conquistano il quarto titolo stagionale. A Wuhan e Pechino non vanno oltre i quarti di finale.
Samantha Stosur e Zhang Shuai avviano la stagione 2019 con la vittoria dell'Australian Open, primo titolo Slam come coppia conquistato cedendo un solo set. Dopodiché disputano una finale a Miami, persa contro Elise Mertens e Aryna Sabalenka. Per quanto riguarda la stagione su terra disputano tre quarti di finale a Madrid, Roma e Parigi. La seconda parte di stagione è invece priva di risultati di rilievo.

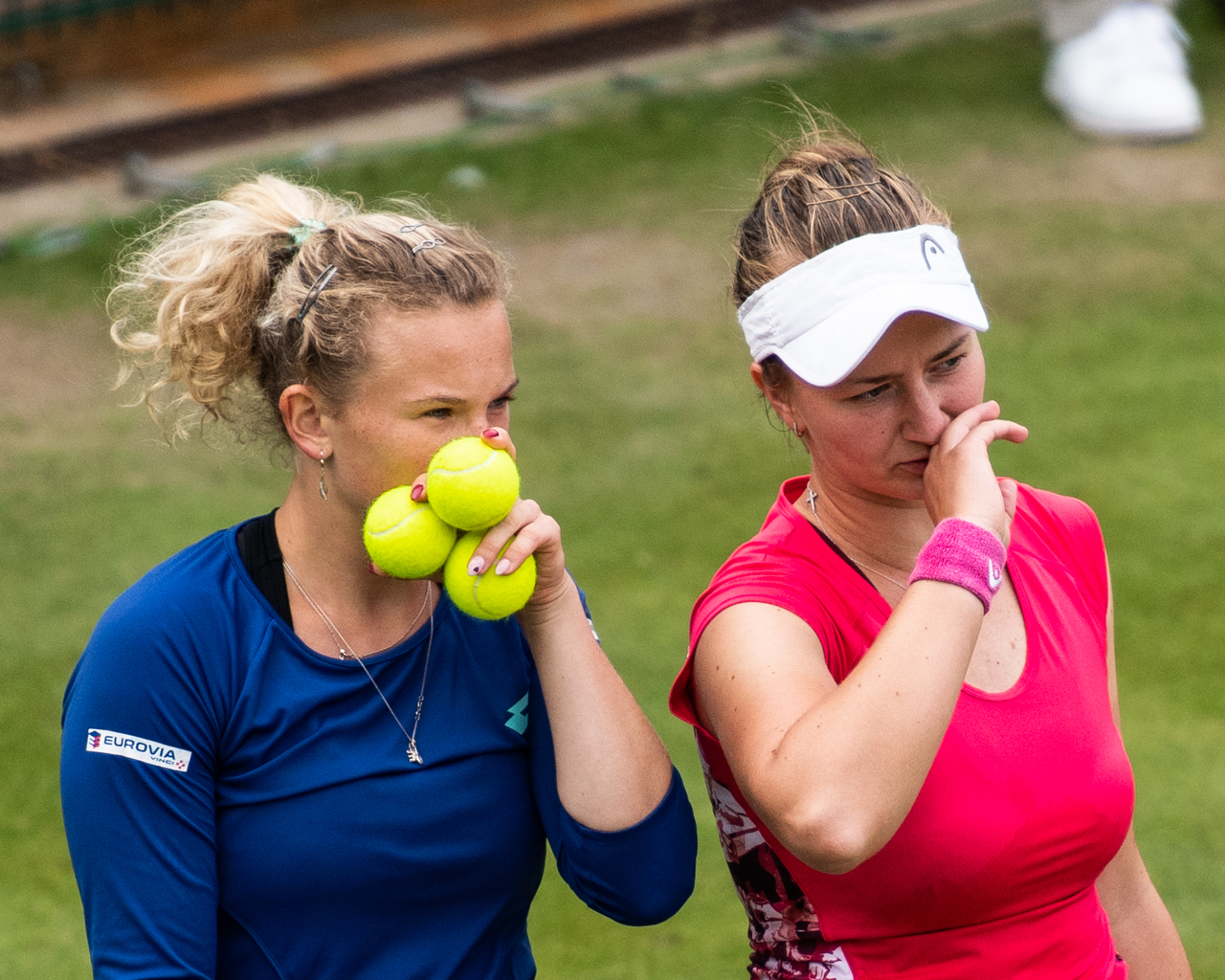
Barbora Krejčíková e Kateřina Siniaková vincono due titoli insieme e si qualificano per la seconda volta di fila.

Il 14 ottobre le coppie formate da Barbora Krejčíková e Kateřina Siniaková e Anna-Lena Grönefeld e Demi Schuurs completano il quadro delle qualificate.
Barbora Krejčíková e Kateřina Siniaková inaugurano la loro stagione insieme a Melbourne, dove si fermano nei quarti di finale. Successivamente disputano la finale a Indian Wells, cedendo a Elise Mertens e Aryna Sabalenka. Sulla terra vantano come migliore risultato una semifinale a Roma, mentre a Parigi, chiamate a difendere il titolo, escono di scena all'esordio. A Wimbledon si spingono invece fino alla semifinale per poi vincere il loro primo torneo della stagione a Toronto. A causa di un infortunio da parte della Krejčíková saltano lo US Open e tornano in campo insieme solo a Linz, torneo che vincono in scioltezza.
Anna-Lena Grönefeld e Demi Schuurs iniziano a giocare insieme a partire dal torneo di Doha, nel quale tra l'altro si spingono fino alla finale. Ritrovano la finale solo sulla terra rossa di Roma, per poi spingersi fino all'ultimo atto anche a Eastbourne. Dopo un quarto di finale a Wimbledon disputano altre due finali consecutive a Toronto e Cincinnati, ma ancora una volta non riescono ad aggiudicarsi il primo titolo del 2019. A Wuhan si fermano in semifinale, mentre perdono un turno prima a Pechino.

## Gruppi
Nel gruppo rosso sono state inserite Ashleigh Barty, Petra Kvitová, Belinda Bencic e Naomi Ōsaka, poi sostituita da Kiki Bertens. Nel gruppo viola si affrontano invece Karolína Plíšková, Simona Halep, Elina Svitolina e Bianca Andreescu, poi sostituita da Sofia Kenin.

## Calendario

### Giorno 1 (27 ottobre)
| Incontri              | Incontri     | Incontri           | Incontri           | Incontri         | Incontri |
| Evento                | Gruppo       | Vincitrice         | Perdente           | Punteggio        |          |
| --------------------- | ------------ | ------------------ | ------------------ | ---------------- | -------- |
| Singolare round robin | Gruppo rosso | Naomi Ōsaka [3]    | Petra Kvitová [6]  | 7–6(1), 4–6, 6–4 |          |
| Singolare round robin | Gruppo rosso | Ashleigh Barty [1] | Belinda Bencic [7] | 5–7, 6–1, 6–2    |          |

| Incontri           | Incontri     | Incontri                                  | Incontri                        | Incontri         | Incontri |
| Evento             | Gruppo       | Vincitrici                                | Perdenti                        | Punteggio        |          |
| ------------------ | ------------ | ----------------------------------------- | ------------------------------- | ---------------- | -------- |
| Doppio round robin | Gruppo viola | Hsieh Su-wei Barbora Strýcová [2]         | Samantha Stosur Zhang Shuai [7] | 6–4, 4–6, [10–5] |          |
| Doppio round robin | Gruppo viola | Barbora Krejčíková Kateřina Siniaková [6] | Gabriela Dabrowski Xu Yifan [4] | 6–4, 6–2         |          |

### Giorno 2 (28 ottobre)
| Incontri              | Incontri     | Incontri            | Incontri              | Incontri         | Incontri |
| Evento                | Gruppo       | Vincitrice          | Perdente              | Punteggio        |          |
| --------------------- | ------------ | ------------------- | --------------------- | ---------------- | -------- |
| Singolare round robin | Gruppo viola | Elina Svitolina [8] | Karolína Plíšková [2] | 7–6(12), 6–4     |          |
| Singolare round robin | Gruppo viola | Simona Halep [5]    | Bianca Andreescu [4]  | 3–6, 7–6(6), 6–3 |          |

| Incontri           | Incontri     | Incontri                             | Incontri                          | Incontri         | Incontri |
| Evento             | Gruppo       | Vincitrici                           | Perdenti                          | Punteggio        |          |
| ------------------ | ------------ | ------------------------------------ | --------------------------------- | ---------------- | -------- |
| Doppio round robin | Gruppo rosso | Tímea Babos Kristina Mladenovic [3]  | Chan Hao-ching Latisha Chan [5]   | 6–2, 5–7, [10–5] |          |
| Doppio round robin | Gruppo rosso | Anna-Lena Grönefeld Demi Schuurs [8] | Elise Mertens Aryna Sabalenka [1] | 7–5, 1–6, [10–7] |          |

### Giorno 3 (29 ottobre)
| Incontri              | Incontri     | Incontri           | Incontri           | Incontri      | Incontri |
| Evento                | Gruppo       | Vincitrice         | Perdente           | Punteggio     |          |
| --------------------- | ------------ | ------------------ | ------------------ | ------------- | -------- |
| Singolare round robin | Gruppo rosso | Kiki Bertens [9]   | Ashleigh Barty [1] | 3–6, 6–3, 6–4 |          |
| Singolare round robin | Gruppo rosso | Belinda Bencic [7] | Petra Kvitová [6]  | 6–3, 1–6, 6–4 |          |

| Incontri           | Incontri     | Incontri                          | Incontri                                  | Incontri         | Incontri |
| Evento             | Gruppo       | Vincitrici                        | Perdenti                                  | Punteggio        |          |
| ------------------ | ------------ | --------------------------------- | ----------------------------------------- | ---------------- | -------- |
| Doppio round robin | Gruppo viola | Samantha Stosur Zhang Shuai [7]   | Gabriela Dabrowski Xu Yifan [4]           | 4–6, 6–4, [10–5] |          |
| Doppio round robin | Gruppo viola | Hsieh Su-wei Barbora Strýcová [2] | Barbora Krejčíková Kateřina Siniaková [6] | 6–2, 1–6, [10–5] |          |

### Giorno 4 (30 ottobre)
| Incontri              | Incontri     | Incontri              | Incontri             | Incontri  | Incontri |
| Evento                | Gruppo       | Vincitrice            | Perdente             | Punteggio |          |
| --------------------- | ------------ | --------------------- | -------------------- | --------- | -------- |
| Singolare round robin | Gruppo viola | Elina Svitolina [8]   | Simona Halep [5]     | 7–5, 6–3  |          |
| Singolare round robin | Gruppo viola | Karolína Plíšková [2] | Bianca Andreescu [4] | 6–3, Rit. |          |

| Incontri           | Incontri     | Incontri                            | Incontri                             | Incontri    | Incontri |
| Evento             | Gruppo       | Vincitrici                          | Perdenti                             | Punteggio   |          |
| ------------------ | ------------ | ----------------------------------- | ------------------------------------ | ----------- | -------- |
| Doppio round robin | Gruppo rosso | Elise Mertens Aryna Sabalenka [1]   | Chan Hao-ching Latisha Chan [5]      | 7–6(5), 6–4 |          |
| Doppio round robin | Gruppo rosso | Tímea Babos Kristina Mladenovic [3] | Anna-Lena Grönefeld Demi Schuurs [8] | 7–5, 6–2    |          |

### Giorno 5 (31 ottobre)
| Incontri              | Incontri     | Incontri           | Incontri          | Incontri      | Incontri |
| Evento                | Gruppo       | Vincitrice         | Perdente          | Punteggio     |          |
| --------------------- | ------------ | ------------------ | ----------------- | ------------- | -------- |
| Singolare round robin | Gruppo rosso | Ashleigh Barty [1] | Petra Kvitová [6] | 6–4, 6–2      |          |
| Singolare round robin | Gruppo rosso | Belinda Bencic [7] | Kiki Bertens [9]  | 7–5, 1–0 Rit. |          |

| Incontri           | Incontri     | Incontri                        | Incontri                                  | Incontri         | Incontri |
| Evento             | Gruppo       | Vincitrici                      | Perdenti                                  | Punteggio        |          |
| ------------------ | ------------ | ------------------------------- | ----------------------------------------- | ---------------- | -------- |
| Doppio round robin | Gruppo viola | Samantha Stosur Zhang Shuai [7] | Barbora Krejčíková Kateřina Siniaková [6] | 6–3, 7–6(7)      |          |
| Doppio round robin | Gruppo viola | Gabriela Dabrowski Xu Yifan [4] | Hsieh Su-wei Barbora Strýcová [2]         | 2–6, 6–4, [11–9] |          |

### Giorno 6 (1 novembre)
| Incontri              | Incontri     | Incontri              | Incontri         | Incontri      | Incontri |
| Evento                | Gruppo       | Vincitrice            | Perdente         | Punteggio     |          |
| --------------------- | ------------ | --------------------- | ---------------- | ------------- | -------- |
| Singolare round robin | Gruppo viola | Elina Svitolina [8]   | Sofia Kenin [12] | 7–5, 7–6(10)  |          |
| Singolare round robin | Gruppo viola | Karolína Plíšková [2] | Simona Halep [5] | 6–0, 2–6, 6–4 |          |

| Incontri           | Incontri     | Incontri                             | Incontri                          | Incontri         | Incontri |
| Evento             | Gruppo       | Vincitrici                           | Perdenti                          | Punteggio        |          |
| ------------------ | ------------ | ------------------------------------ | --------------------------------- | ---------------- | -------- |
| Doppio round robin | Gruppo rosso | Tímea Babos Kristina Mladenovic [3]  | Elise Mertens Aryna Sabalenka [1] | 4–6, 6–2, [10–5] |          |
| Doppio round robin | Gruppo rosso | Anna-Lena Grönefeld Demi Schuurs [8] | Chan Hao-ching Latisha Chan [5]   | 6–2, 6–4         |          |

### Giorno 7 (2 novembre)
| Incontri             | Incontri   | Incontri            | Incontri              | Incontri           | Incontri |
| Evento               | Gruppo     | Vincitrice          | Perdente              | Punteggio          |          |
| -------------------- | ---------- | ------------------- | --------------------- | ------------------ | -------- |
| Singolare semifinale | Semifinale | Elina Svitolina [8] | Belinda Bencic [7]    | 5–7, 6–3, 4–1 Rit. |          |
| Singolare semifinale | Semifinale | Ashleigh Barty [1]  | Karolína Plíšková [2] | 4–6, 6–2, 6–3      |          |

| Incontri          | Incontri   | Incontri                            | Incontri                             | Incontri         | Incontri |
| Evento            | Gruppo     | Vincitrici                          | Perdenti                             | Punteggio        |          |
| ----------------- | ---------- | ----------------------------------- | ------------------------------------ | ---------------- | -------- |
| Doppio semifinale | Semifinale | Tímea Babos Kristina Mladenovic [3] | Samantha Stosur Zhang Shuai [7]      | 1–6, 6–4, [10–8] |          |
| Doppio semifinale | Semifinale | Barbora Strýcová Hsieh Su-wei [2]   | Anna-Lena Grönefeld Demi Schuurs [8] | 6–1, 6–2         |          |

### Giorno 8 (3 novembre)
| Incontri         | Incontri | Incontri                            | Incontri                          | Incontri  | Incontri |
| Evento           | Gruppo   | Vincitrici                          | Perdenti                          | Punteggio |          |
| ---------------- | -------- | ----------------------------------- | --------------------------------- | --------- | -------- |
| Doppio finale    | Finale   | Tímea Babos Kristina Mladenovic [3] | Barbora Strýcová Hsieh Su-wei [2] | 6–1, 6–3  |          |
| Singolare finale | Finale   | Ashleigh Barty [1]                  | Elina Svitolina [8]               | 6–4, 6–3  |          |

## Campionesse

### Singolare
Ashleigh Barty ha sconfitto in finale  Elina Svitolina con il punteggio di 6–4, 6–3.
- È il settimo titolo in carriera per Barty, quarto della stagione.

### Doppio
Tímea Babos /  Kristina Mladenovic hanno sconfitto in finale  Barbora Strýcová /  Hsieh Su-wei con il punteggio di 6–1, 6–3.